# Soliera
Soliera és un municipi italià, situat a la regió d'Emília-Romanya i a la província de Mòdena. L'any 2004 tenia 14.056 habitants.